# 野末陳平
野末 陳平（のずえ ちんぺい、本名：同じ、旧本名：野末 和彦〈のずえ かずひこ〉、1932年〈昭和7年〉1月2日 - ）は、日本の放送作家、経済評論家、政治家。野末陳平事務所代表。
レイク浜松カントリークラブ（引佐観光開発）代表取締役会長。落語立川流顧問。駄句駄句会同人、俳号は「野ざらし」。
参議院議員（4期）、税金党党首（初代）、参議院大蔵委員長、WWF常任理事、サイバー大学客員教授などを歴任した。

## 来歴・人物

### 生い立ち
父親は鉄道院の役人で、各地の駅を設計していた。母親は岡山県岡山市の出身で、薬剤師になるため上京し、明治薬学専門学校を卒業後、薬局で働いていたとき、見合い結婚。父親が山口県立工業の教師として赴任した山口県宇部市で陳平（和彦）は生まれた。その後父親の転勤に伴い、一家は神奈川県横浜市、千葉県千葉市に移る。1945年7月7日の千葉空襲に遭う。母親は西武新宿線中井駅に近い上落合で長く「トキワ薬局」を経営していた。

### 学生時代
静岡県出身。東京都立西高等学校、早稲田大学第一文学部東洋哲学科卒業。早稲田大学時代は道教研究者として有名な福井康順の薫陶を受け、成績優秀につき大学院進学を勧められたという。
「陳平」の筆名は、秦末から前漢に活躍した陳平にあやかったもので、中国の古文・歴史・思想についての著書を多数上梓しているが、福井の影響を受けて道家寄りの姿勢が目立つ（ちなみに野末も道家で、老子や儒教についての著書がある）。

### タレント時代
三木鶏郎が主宰する冗談工房のメンバーとして、1950年代後半からテレビ、ラジオの構成作家として活躍。放送作家ブームと共に脚光を浴び、サングラスをトレードマークとし、同窓で同業の野坂昭如と共に「黒メガネ族」とも称された。野坂と余興の漫才コンビ「ワセダ中退・落第」を組み、新宿松竹文化演芸場の舞台に立ったこともある。
テレビ司会者や俳優、ラジオパーソナリティとしても活躍。若手女性タレントに対し下ネタを連呼する役どころで娯楽番組に出演することも多く、余勢を駆って1968年公開のピンク映画『恐るべき密戯』（監督：木俣堯喬）にも出演した。
また、漢詩だけでなく、姓名判断についても造詣が深かった。その中でも、放送作家時代に文化放送のアナウンサーを務めていた御法川法男に対して、「みのもんた」の芸名を考案したことは有名である。

### 政治家時代
1969年12月の第32回衆議院議員総選挙に、東京6区から無所属で初出馬するも落選。
1971年6月の第9回参議院議員通常選挙では戸籍上の本名の「和彦」から知名度の高いペンネームの「陳平」に改名した上で、全国区から無所属で立候補したが次々点の52位に終わり落選する。しかし7月に山本伊三郎、9月に村上孝太郎が死去したため、繰り上げ当選した（当選同期には立川談志らがいる）。
以後、連続当選4回。海江田万里を秘書として重用し、「税金関連のエキスパート」を自称した。議員時代の1975年2月25日には、当時タブー視されていた音楽番組における大手芸能事務所とテレビ局の癒着問題を追及するなどして話題を集めている。
1977年の第11回参議院議員通常選挙では新自由クラブ公認で全国区から立候補し、再選。
1983年の第13回参議院議員通常選挙では、選挙直前に新自由クラブを離党し、自らが代表の税金党を結党、全国区から東京都選挙区に鞍替え立候補し、トップ当選した。
1989年の第15回参議院議員通常選挙でも東京都選挙区から立候補し、四選を果たす。
1990年にはそれまでの反自民の立場から一転して、税金党を解党してまでして自由民主党に移籍し、総理・総裁の座を狙っていた渡辺美智雄の政科研（旧中曽根派）に加入、有権者から変節と批判された。中でも上岡龍太郎は「民主主義の“み”の字も知らん愚か者」と、当時自身が司会を務めていた『EXテレビ』で野末の行動を痛烈に批判している。
その後の政界再編では新生党、新進党へと移るが、最終的にはこれも離党して無所属に戻り、「政界渡り鳥」として所属政党を転々とした。
1989年の第15回参議院議員通常選挙後、税金党所属議員（比例区選出）の横溝克己が在任中に死去したため、星野朋市が繰り上げ当選した。星野は新進党までは野末と行動を共にしたが、星野は野末の離党後も新進党に留まった。星野は1995年の第17回参議院議員通常選挙では新進党の比例区名簿18位と当選圏外に置かれたが、最下位で再選している。野末は自著『国会議員、人とお金のお作法』（講談社）で、名指しこそしていないが星野を批判しており、両者の不仲を想起させた。
既存政党からの公認・推薦を得られなかったため、1995年の任期満了をもって参議院議員を引退する。翌1996年から大正大学の客員教授に招聘されたが、政界復帰の機会を窺っており、1998年の第18回参議院議員通常選挙に際しては自由連合の顧問に就任。翌1999年の東京都知事選挙にも一度は立候補表明したが、すぐに取り下げて舛添要一の応援に回った。
議員時代には週刊宝石などの週刊誌でコーナーを受け持っていた。

### 政界引退後
2002年に勲二等旭日重光章受章。同年5月、落語立川流（家元：立川談志）Bコースに入門し、「立川流野末陳平」の高座名を持つ。
2003年、大正大学を定年退職。
2004年4月から2008年8月まで、TOKYO MXテレビの『談志・陳平の言いたい放だい』で談志と共演。談志の晩年には、盟友として親交を深める。談志死去が判明した翌日の2011年11月24日に放送された『高田文夫のラジオビバリー昼ズ』（ニッポン放送）に電話出演し、談志の死を惜しんだ。なお、野末にとってこの出演は『談志・陳平の言いたい放だい』最終回以来、久しぶりのメディア出演であった。
2000年代後半以降は神奈川県鎌倉市の光明寺での「中国の名言語る」と題した講座や千代田区の「漢詩講座」、大正大学の開講講座なども不定期で担当した。
2012年春をメドに滋賀県の琵琶湖畔にある老人ホームに隠居すると発言していたが、2013年以降は東京を中心に活動しており、元秘書で元民主党代表の海江田万里からも定期的に相談を受ける。2013年4月から2017年5月まで、ニコニコチャンネル（ニコニコ動画）の「吉村作治チャンネル」内コンテンツ『陳平・作治のこれだけは言わせて!』（ほぼ毎日動画追加）に出演した。
2014年に行われた第19回東京都知事選挙では、かつて支持した舛添要一について、「陳さまは今回、マスゾエ派ではありませんが、この人の実像をよく知ってるから、支持する気にはなれなくて、政策などにも興味もってません」と評す。野末は個人的には「細川派」だったが、大雪とそれに伴う道路凍結の影響で棄権したという（結果は舛添の当選）。同年12月施行の第47回衆議院議員総選挙で海江田が落選すると、自身のブログで「まさかの結果となって頭が真っ白で、そのせいで血圧が上がってしまいました」「昨夜もよく眠れなかったし、もう食欲もなく、自分が落選したような衝撃です」と心中を吐露した。
2019年、第25回参議院議員通常選挙に東京都選挙区から無所属で立候補したが落選した。選挙運動では落語立川流の立川志らら夫妻から全面的なサポートを受けた。

## 出演番組

### テレビ番組
- おふくろの味 第1シリーズ 第2話（1970年8月8日、日本テレビ） - 本人役
- モーニングEye（TBS）
- ライオンのわがまましてます50人（1986年10月 - 1987年3月、テレビ東京） - 司会
- ライオンのわがまま夢中船 → チェックTV ライオンのDo You 土曜?（1987年4月 - 6月、テレビ東京） - 司会
- 霊感ヤマカン第六感（1974年10月 - 1977年3月、朝日放送） - 初代司会
- 談志・陳平の言いたい放だい（2004年4月10日 - 2008年8月30日、TOKYO MXテレビ）
  - 『立川談志没後10年 復活!言いたい放だい2021』（2021年11月21日、TOKYO MX)

### ラジオ番組
- 陳平流・お金の話（TBSラジオ）
- 陳平の花の日曜大学（TBSラジオ）[3]
- 陳平のラジオ日曜版（TBSラジオ）
- セイ!ヤング（文化放送）
- 陳平のサンデー歌謡秘情報（文化放送）
- 決定!全日本歌謡選抜（文化放送）
- 陳平のトクする11時（文化放送）
- 吉田照美のやる気MANMAN! 「マイクサイドボクシング俺に言わせろ!」（文化放送）
- 陳平・寺ちゃんのハッピートゥモロー → 陳平・藤木姫のハッピートゥモロー（文化放送）
- 夜のいたずら（ニッポン放送）[3]
- パンチ・ジャーナル（ニッポン放送）[3]
- 陳平・花の予備校（1968年10月7日 - 1969年9月29日、ニッポン放送）
- 必勝ホームランワイド 有楽町で逢いましょう 月曜日担当（ニッポン放送）
- 野末陳平のオール電話リクエスト（ニッポン放送）
- チエちゃん・陳平の歌謡ビッグサタデー → 陳平の歌謡ビッグサタデー（ニッポン放送）[3]
- 高嶋ひでたけのお早よう!中年探偵団 「陳平の一発逆転 珍道場」（ニッポン放送）

### インターネット番組
- 陳平・作治のこれだけは言わせて!（2013年4月 - 2017年5月、ニコニコチャンネル「吉村作治チャンネル」）

### 映画
- 千夜一夜物語（1969年、虫プロ制作 日本ヘラルド） - 競馬シーンの観客 役（友情出演）

## 著書

### 単著
- 『プレイボーイ東南アジアを行く』〈サラリーマン・ブックス〉、読売新聞社、1963年11月1日。
- 『テレビ稼業入門』〈三一新書〉、三一書房、1963年11月8日。
- 『3時間だけ楽しむ本 すべての束縛を吹っとばす』（青春出版社、1964年、プレイ・ブックス）
- 『わるぢえ驚室』（有紀書房、1965年、Key books）
- 『野郎ども集まれ チンペイを笑う本』（桃源社、1966年、ポピュラー・ブックス）
- 『ヘンな本 3年に一度の珍品 禁じられた「笑い」のすべて』（青春出版社、1966年、プレイブックス）
- 『腰抜けショック教室 禁断のプレイを公開』（青春出版社、1966年、プレイブックス）
- 『実力人間登場 勝手気ままに生きる知恵 陳平パンチ対談』（日本文華社、1966年、文華新書）
- 『なおん・まーくる驚室 乗りかた教えます』（有紀書房、1967年、Key books）
- 『初体験レポート 決定的瞬間の分析』（青春出版社、1967年、プレイブックス）
- 『おんな学入門』（徳間書店、1967年）
- 『姓名判断 文字の霊が、あなたの運命を左右する』（光文社、1967年、カッパ・ブックス） のち徳間文庫→知恵の森文庫
- 『喪失の秘密』（桃源社、1967年、ポピュラー・ブックス）
- 『中国の思想家たち』〈桃源ブックス〉、桃源社、1968年6月10日。
- 『チンペイの不倫学入門』（徳間書店、1968年）
- 『悪玉名言集』（山王書房、1968年）
- 『ヘンな本 ゾク 興奮と陶酔の3時間 心臓が強い方のみ入学許可』（青春出版社、1968年、プレイブックス）
- 『職業別おんな攻略法』（桃源社、1968年、ポピュラー・ブックス）
- 『ユーモア・センス入門 学校・職場・家庭を笑わそう』（河出書房新社、1968年、河出ベストセラーズ）
- 『荘子入門 でっかい世界に羽ばたこう』（光文社、1968年、カッパ・ビブリア） のち徳間文庫『老荘思想入門』
- 『夫婦生活の悪知恵』（広済堂出版、1969年、ヤング・パワーブックス）
- 『チンペイ異職体験』（桃源社、1969年、ポピュラー・ブックス）
- 『悪女痴女猛女大行進』（広済堂出版、1969年、ヤング・パワーブックス）
- 『黒メガネお色気道場』（広済堂出版、1970年、ヤング・パワーブックス）
- 『チンペイ艶笑講談』（広済堂出版、1970年、ヤング・パワーブックス）
- 『英単語暗記法』（広済堂出版、1970年12月）
- 『中国艶笑譚』（広済堂出版、1971年） のち徳間文庫『中国古典笑話』
- 『国会うら報告 : 北朝鮮印象記』陳文館、1972年5月20日。NDLJP:11924865。
- 『調査がおしえた頭のいい銀行利用法 あなたの方法は間違いだらけ』（青春出版社、1977年、プレイブックス）
- 『調査が証す頭のいい税金の本』（青春出版社、1978年1月、プレイブックス）
- 『頭のいい保険の本 自分の生活、財産をまもる自衛の知恵』（青春出版社、1979年9月、プレイブックス）
- 『自分のお金をどうするか 未公開資料が証す 超インフレ時代の預け方増やし方』（青春出版社、1980年2月、プレイブックス）
- 『明日から変わろう 新しい自分を発見する知恵』（光文社、1980年11月、カッパ・ブックス）
- 『公務員破産 ダメ役人のあきれた特権で増税と不況インフレのツケが来る』（CBS・ソニー出版、1980年12月）
- 『トクする郵便貯金利用法 銀行・保険会社より、どれだけ有利か』（光文社、1981年2月、カッパ・ブックス）
- 『自分流マネー・アップ作戦 絶対トクする知的情報がいっぱい』（徳間ブックス、1981年5月）
- 『税金取られないですむ盲点集』（青春出版社、1982年11月、プレイブックス）
- 『自分のお金がふえる本 長期・中期・短期、いちばんトクな利殖法』（光文社、1983年4月、カッパ・ホームス）
- 『陳平のプロレスの裏知りたい プロレス狂よ全員集まれ!』（恒文社、1983年4月）
- 『成功者のおかね学』（文藝春秋、1984年10月）
- 『妻よ自分の財産を持ちなさい』（青春出版社、1984年11月、プレイブックス）
- 『年金安心読本 「知らなかった!」と後悔しないために 生涯保存版』（文藝春秋、1985年6月）
- 『「論語」&老子入門』（1985.4、徳間文庫）
- 『夫と妻の生涯資金計画 あなたの未来は松か竹か梅か?』（文春ネスコ、1985.6）
- 『男の器量は金しだい 成功の知的マナー情報66』（光文社、1986.5、カッパ・ブックス）
- 『お金儲けのタネ本 税制大改革時代を乗り切る いま頭と情報がモノをいう』（東京新聞出版局、1987.4）
- 『陳平流お金の知恵袋12か月』（読売新聞社、1987.12）
- 『財産の上手な分け方もらい方 いま、相続・節税の実例対応法』（青春出版社、1987.12）
- 『陳平流お金と女の名言88句』（読売新聞社、1988.12）
- 『笑える金言つかえる名言』（講談社、1988.3）
- 『漢字読み書き安心読本』（講談社、1989.3）
- 『五十代からの夫と妻の生き方計画 人生は心とお金の二人三脚』（講談社、1991.9）
- 『子どもの名まえつけ方新感覚 幸せになる名まえ、子が喜ぶ名まえ』（青春出版社、1991.11）
- 『野末陳平の不動産学入門 自分の財産を100%活用し将来に備えるための本』（光文社、1991.4 、カッパ・ビジネス）
- 『3分トークの一級品 読むだけでこんなに面白い』（青春出版社、1992.3） 文庫『3分スピーチの一級品』
- 『長男の妻として嫁としての生き方計画』（講談社、1992.3）
- 『四字熟語366日 今日から使えるいい言葉』（1993.10、講談社+α文庫）
- 『30代逆転のマイホーム成功術 これだけ読めば、準備完了』（光文社、1993.1、カッパ・ビジネス）
- 『老親と子が気持ちよく生きる40のヒント 家族はこころとお金の二人三脚』（青春出版社、1993.4）
- 『頭のいい心くばりで自信がつく 会社の人間関係がにが手な人へ』（光文社、1994.1、カッパ・ビジネス）
- 『間違いやすい二字三字の漢字3000 意味と読み方・使い方366日』（1995.1、講談社+α文庫）
- 『あらさがし平成の日本語 有名人の失敗、恥かき、NGこそ最高の師』（青春出版社、1995.3）
- 『中国の賢者・哲人のいい言葉 人生、悠久の知恵とこころ』（青春出版社、1996.1、プレイブックス） 文庫『らくに生きる名言』
- 『実例実用四字熟語800 身近でこんなに使われている』（1996.2、講談社+α文庫）
- 『お金が危ない 頭のいい年金・保険、預貯金、住宅ローンのヒント』（青春出版社、1996.3、プレイブックス）
- 『国会議員、人とお金のお作法』（講談社、1996.4）
- 『冠婚葬祭入門 絶対トクする知恵はこれだ』（実業之日本社、1997.4、生活の達人シリーズ）
- 『税金に勝て 損得がわかれる意外な新知識』（青春出版社、1997.3）
- 『老人栄えて国亡ぶ』（講談社、1997.9）
- 『人間関係70の妙味 好かれる秘密、嫌われないコツ』（青春出版社、1997.10）
- 『どこにもないヘンな雑学の本』（1997.10、講談社+α文庫）
- 『これなら元気が出る自信がつく』（青春出版社、1998.2）
- 『他人の不幸は蜜の味』（双葉社、1998.9）
- 『お金最新情報源』（青春出版社、1998.4、プレイブックス）
- 『痛快!税金学 グローバル・スタンダード』（集英社、1999.12）
- 『つい一人で笑いたくなる毒舌おもしろ人生訓』（青春出版社、1999.12）
- 『自分の安心を買う方法』（青春出版社、1999.2）
- 『定年前後の自分革命』（2000.3、講談社+α新書）
- 『人生の無常を楽しむ術 40歳からの漢詩』（2001.4、講談社+α新書）
- 『誰もハッキリ答えられない社会のカラクリの本』（2002.11、講談社+α文庫）
- 『論語 知の遺産心の妙薬』（青春出版社、2003.4、プレイブックスインテリジェンス）
- 『60歳からの10年は「自分力」で生きる』（中経出版、2003.12）
- 『定年病!』（2007.6、講談社+α新書）
- 『ちょいボケ迷走記 はじめての"老後"』（青春出版社、2008.5）
- 『この1冊でわかる! 孔子と老子』（青春新書インテリジェンス、2010.5）
- 『40歳になったら読みたい 李白と杜甫』（青春新書インテリジェンス、2011.10）
- 『老いの迷走』（2012年10月、青春文庫）
- 『雑談のネタ帳 大人の四字熟語』（2013年10月、青春文庫）
- 『老後ぐらい好きにさせてよ 楽しい時間は、「自分流」に限る!』（2017年2月、青春出版社）
- 『あの世に持っていくにはもったいない 陳平 ここだけの話』（2018年1月、青春出版社）

### 共著
- 『公務員ズバリ合格法 若者よ,迷わず役人のプロをめざせ』（海江田万里共著、徳間ブックス、1979.4）
- 『主婦が得するおかね学 知らないと損!預貯金と税金トラの巻』（海江田万里共著、リビングマガジン、1983.5）
- 『この頭がものをいう新常識わが家の銀行利用法 これしかない一番うまいこのやり方』（海江田万里共著、青春出版社、1984.4、プレイブックス）
- 『これでスッキリ疑問がとける!夫と妻の年金教室』（海江田万里共著、扶桑社、1985.6）
- 『わが家の確定申告法 これだけ違う!最も新しい税金の知恵』（海江田万里共著、青春出版社、1985.2、プレイブックス）
- 『お金の借り方増やし方 陳平のマネー百科』（海江田万里編、扶桑社、1986.12）
- 『マンガ現代相続・節税事情 親の財産、夫の財産を上手にもらうには』（広岡球志共著、徳間書店、1988.2）
- 『ツキを呼びこむ10カ条 ビジネス金言集 ビジネスマンガ』（内田春菊共著、扶桑社、1988.3） のち文庫
- 『頭のいい日本語力 自分のことばに自信がつく』（現代日本語の会共著、青春出版社 2005.7）

### 翻訳
- ハーブ・ゴールドバーグ、ロバート・T.ルイス 『マネー・マッドネス あなたの金銭感覚を向上させるおカネの人間学』（三笠書房、1979年6月）
- J.B.シンプソン 『世界を動かした名言』（隈部まち子共訳、講談社、1989年1月）